# Trichoprosopon digitatum
Trichoprosopon digitatum är en tvåvingeart som först beskrevs av Camillo Rondani 1848.  Trichoprosopon digitatum ingår i släktet Trichoprosopon och familjen stickmyggor. Inga underarter finns listade i Catalogue of Life.